# Rob van Rees

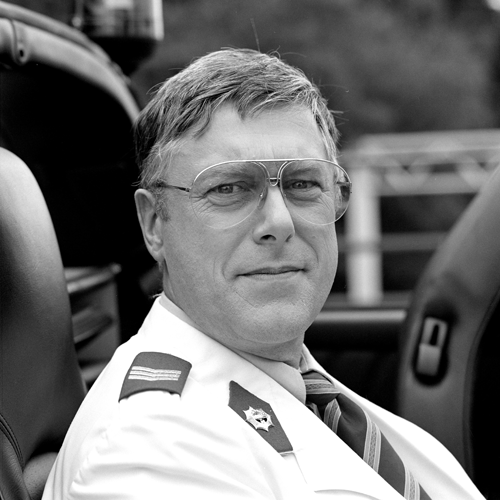
Rob van Rees (1989)

Rob van Rees (Arnhem, 20 november 1938 – Nijmegen, 6 juni 2019) was een Nederlands politieman en presentator.

## Loopbaan
Na zijn militaire dienst ging hij werken bij de Rijkspolitie waar hij rond 1964 bij de Porschegroep van de Verkeerspolitie kwam. Vanaf 1973 gaf hij soms verkeersinformatie op de radio en vanaf 22 maart 1978 was deze wachtmeester twee keer per week (dinsdag en donderdag) te horen in het door Tosca Hoogduin gepresenteerde radioprogramma Auto in, AVRO aan. Niet lang daarna gaf hij samen met collega's als Theo Gerritsen en Jan Dellebeke op alle drie de toenmalige Hilversumse zenders verkeersinformatie vanuit een door een van hen zelfgebouwde omroepcel in het politiepand in Driebergen.
In oktober 1989 werd hij presentator bij de nieuwe televisiezender RTL-Véronique, dat later RTL 4 zou worden. Hij heeft daar enige tijd de autorubriek Autovisie gepresenteerd dat in samenwerking met het blad Autovisie tot stand kwam. Dat was naast zijn werk bij de Rijkspolitie. Omdat men vond dat hij naast zijn nevenfunctie bij RTL niet langer de verkeersinformatie kon verzorgen voor de publieke omroepen kwam hij te werken bij de Rijkspolitiekapel.
Na het uitstapje naar RTL en de Rijkspolitiekapel werd hij aangesteld bij het KLPD als persvoorlichter bij de Divisie Mobiliteit. Eind 1998 verliet hij de politie toen hij met functioneel leeftijdsontslag ging.
Ook na zijn pensionering bleef de interesse voor het werk bestaan. Hij verleende zijn medewerking aan www.rijkspolitie.org, een internetsite over de historie van het voormalige Korps Rijkspolitie waarin ook de toenmalige Algemene Verkeersdienst (later het KLPD) de nodige aandacht krijgt naast de andere onderdelen van het korps zoals Verkeersgroepen, Landgroepen en de bijzondere diensten als Levende have, Luchtvaart- en Waterpolitie. Hij leverde ettelijke foto's en documenten over de periode 1962 tot 1993 en vertelde over gebeurtenissen uit zijn tijd als Porsche-surveillant.
Van Rees overleed in 2019 op 80-jarige leeftijd in zijn woonplaats Nijmegen.